# Jacob Pynas
Jacob Pynas o Jacob Symonsz. Pynas (Haarlem, 1592 - Delft, 1650) fou un pintor barroc neerlandès, de l'Edat d'Or neerlandesa.

## Biografia
D'acord amb Arnold Houbraken, Rembrandt va estudiar amb ell en el seu taller uns pocs mesos després de sis mesos d'aprenentatge amb Pieter Lastman, abans d'obrir el seu propi taller a Leiden.
Segons RKD ell era el germà de Jan Pynas que va viatjar a Itàlia. La seva germana es va casar amb l'artista Jan Tengnagel el 1611. Encara que Jacob és conegut per escenes italianes, aquestes pintures podrien haver estat realitzades d'esbossos portats pel seu germà Jan i no és segur que Jacob fos a Itàlia. Influït per Rembrandt es va convertir en un membre del gremi de Sant Lluc de la ciutad de Delft durant els anys 1632-1639. Va ser el mestre de Bartholomeus Breenbergh.
Els germans Pynas es van agrupar dins del grup d'artistes holandesos nomenats del «Pre-Rembrandtistes». El seu treball està a prop de l'estil del pintor Adam Elsheimer, i no hi ha hagut una història d'atribució indeguda entre els tres, ja que se sap que els germans Pynas signaven les seves obres amb «J. Pynas.»
- Paisatge de muntanya amb Narcís (1628)
- Jupiter i Io (c. 1632)
- Krajina s Kristusom, ki izroča ključe sv. Petru (1640)